# Maple Bluff, Wisconsin
Maple Bluff là một làng thuộc quận Dane, tiểu bang Wisconsin, Hoa Kỳ. Năm 2006, dân số của làng này là 1358 người.